# 松山原造

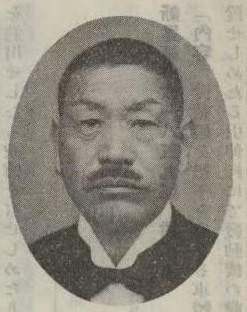
松山原造

松山 原造（まつやま げんぞう、1875年11月21日 - 1963年12月3日）は日本の実業家、篤農家。松山犂の発明で知られる。

## 生涯
長野県小県郡大門村（現・長和町）で代々庄屋を務めた松山始郎の長男として生まれる。明治18年（1885年）10歳の時、漢学者であった祖父篤志朗の弟子である同郡和村（現・東御市）の田中家に寄寓する。尋常小学校を4年次で中退後、農業、酒造業、製糸業などに従事し、明治29年（1896年）に小県郡農会の農事教師について馬耕を学び、同郡役所農事助教師。同32年（1899年）に埴科郡農会の農事教師となり、犂耕法の指導に当たる。
当時の長野県の農村には九州北部から抱持立犂が導入されていたが、その欠陥に着目し、明治33年(1900年)、県北部で多用される長床犂と県南部で多用される短床犂とを折衷させ、双用犂と呼ばれる一種のターンレスト・プラウを開発、小県養蚕業学校（現・長野県上田東高等学校）の三吉米熊校長が「単ざん双用犂」と命名した。同34年（1901年）特許を取得し、同35年（1902年）、単ざん双用犂製作所を創業し、大量生産を開始した。大正11年（1922年）に同郡塩川村（現・上田市）に工場を移転し「松山犂製作所」と改称。「ニプロ」のブランド名で知られる現在の株式会社松山である。
昭和4年（1929年）塩川村会議員に当選。同13年（1938年）内閣労働調査員を委託される。同14年（1939年）全日本司法保護事業連盟委員に就任する。昭和26年（1951年）藍綬褒章を受勲した。同38年（1963年）死去。正六位勲四等瑞宝章を遺贈された。
原造の開発した松山犂は東日本の米麦二毛作地帯を中心に需要が高まり、国内のみならず東南アジアにも普及し、農業技術の向上に一時期を画した。